# Heteromphrale chilensis
Heteromphrale chilensis är en tvåvingeart som först beskrevs av Krober 1928.  Heteromphrale chilensis ingår i släktet Heteromphrale och familjen fönsterflugor. Inga underarter finns listade i Catalogue of Life.